# Severní Kjongsang
Severní Kjongsang je provincie v Jižní Koreji. Je to největší provincie Jižní Koreje a třetí nejlidnatější. Zabírá celkem 19,1% území Jižní Koreje. Provincie byla vytvořena v roce 1896 rozdělením původní provincie Kjongsang na Severní Kjongsang a Jižní Kjongsang. Hlavní město provincie se nacházelo v Tegu, ale protože Tegu má od roku 1981 status metropolitního města a vůbec do provincie nepatří, bylo v roce 2016 hlavní město přemístěno do Andongu. K provincii také patří ostrov Ullung, který je zařazen jako samostatný okres.